# 伊恩·伊萬斯
伊恩·伊萬斯（英語：Ian Evans；1984年10月4日—）是一位威爾斯橄欖球運動員。他是威爾斯國家橄欖球隊的一員，代表威爾斯參加了2007年世界盃橄欖球賽。